# In Hora Mortis Nostræ
In Hora Mortis Nostræ är The Project Hate MCMXCIXs femte studioalbum, utgivet den 15 september 2007. Det producerades av Lord K. Philipson. Det var bandets första skiva med mänsklig trummis, Mojjo (Engel). Titeln kom bandets sångerska, Jonna Enckell, på. Inför albumet släpptes även bandets första, och hittills enda singel, The Innocence of the Three-Faced Saviour.

## Låtlista
1. Annihilation of All That Is Holy – 9:12
2. Crawling Through the Infinite Fields of Carnage – 8:29
3. Serenades of Rotten Flesh – 8:06
4. For Our Name Is Chaos Eternal – 9:23
5. Tear Down the Walls of Heaven – 8:04
6. And Damnation Is Forced Upon the Weak – 9:59
7. The Innocence of the Three-Faced Saviour – 12:00

- Musik: Petter S. Freed, Lord K. Philipson
- Text: Lord K. Philipson, Marko Saarelainen, Jonna Enckell, Jörgen Sandström

## Medverkande
The Project Hate MCMXCIX
- Lord K. Philipson – gitarr, programmering, keyboard
- Jörgen Sandström – sång
- Jonna Enckell – sång
- Peter S. Freed – gitarr, bakgrundssång
- Michael Håkansson – basgitarr
- Mojjo (Daniel Moilanen) – trummor

Bidragande musiker
- Boudewijn Bonebakker – sologitarr
- Sebastian Reichl – gitarr, keyboard
- Jocke Widfeldt – körsång
- Mattias 'Matte' Borg – körsång
- Morgan "Mogge" Lundin – körsång
- Robert Eriksson – körsång
- Tommy Dahlström – körsång
- Tyra – körsång
- Rickard Alriksson – sång

Produktion
- Lord K. Philipson – musikproducent, ljudmix, mastering, ljudtekniker
- Mikael Håkansson – ljudtekniker
- Petter S. Freed – ljudtekniker
- Dan Swanö – ljudtekniker, ljudmix, mastering
- Robban Eriksson – ljudtekniker
- Marko Saarelainen – omslagsdesign
- Olof Enckell – foto
- Harriet Sandström – foto
- Mats Wiman – foto
- Johan Ahlberg – foto